# Podróż za jeden uśmiech (film)
Podróż za jeden uśmiech – polski film z 1972 roku zrealizowany na podstawie powieści Adama Bahdaja. Film jest kinową wersją popularnego serialu pod tym samym tytułem.

## Fabuła
Dwójka chłopców wybiera się pociągiem nad Morze Bałtyckie. W wyniku zamieszania gubią gdzieś przeznaczone na podróż pieniądze. To ich jednak nie załamuje i rozpoczynają podróż z Krakowa (z Warszawy w książce) nad morze – podróż wszystkimi możliwymi środkami transportu – podróż za jeden uśmiech. Poldek i Duduś, główni bohaterowie podróżują autostopem, poznają przy tym nowych, ciekawych ludzi i przeżywają niesamowite przygody.
Rozpieszczony przez rodziców Duduś przeżywa wewnętrzną przemianę, podróżując przez Polskę z cygańskim taborem. Ich nietuzinkowa determinacja dojazdu do matek na Hel (Międzywodzie na wyspie Wolin w książce) bez pieniędzy zostaje nagrodzona. Chłopcy docierają na miejsce cali i zdrowi (choć każdy w inny sposób).

## Obsada
- Henryk Gołębiewski – Leopold „Poldek” Wanatowicz
- Filip Łobodziński – Janusz Fąferski „Duduś”
- Alina Janowska – „ciocia Ula”, królowa autostopu, koleżanka ojca Poldka z pracy
- Jolanta Zykun – ciocia Ania
- Tomasz Kasprzykowski – koszykarz Franek Szajba, chłopak cioci Ani
- Leszek Herdegen – kierowca Słyk
- Zygmunt Kęstowicz – kierowca ciężarówki
- Jan Machulski – Stanisław Wanatowicz, ojciec Poldka
- Jolanta Bohdal – opiekunka grupy kolonijnej w Kazimierzu
- Jadwiga Chojnacka – gospodyni wiejska
- Joanna Duchnowska – Marta, „sentymentalna” uczestniczka kolonii
- Jerzy Cnota – autostopowicz
- Jerzy Braszka – autostopowicz
- Marian Cebulski – kierownik kolonii w Kazimierzu
- Krystyna Borowicz – kelnerka w zajeździe
- Janusz Kłosiński – posterunkowy
- Witold Skaruch – kierowca fiata jadący do Gdyni
- Bogusław Sochnacki – kierowca wozu meblowego
- Jarosław Skulski – kierowca nysy
- Mieczysław Voit – Czech, kierowca mercedesa
- Hanna Skarżanka – gospodyni
- Lidia Korsakówna – pani z kempingu
- Henryk Bąk – mąż pani z kempingu
- Kazimierz Brusikiewicz – wczasowicz na kempingu
- Stanisław Igar – lekarz
- Andrzej Szajewski – „Don Juan”, kierowca ciężarówki jadący do Wejherowa
- Jerzy Turek – kierowca chłodni, wielbiciel Szekspira
- Irena Karel – kelnerka w kawiarni „Kolorowa” na sopockim molo
- Aleksandra Zawieruszanka – Monika
- Aleksander Dzwonkowski – właściciel kapelusza
- Tadeusz Pluciński – pilot, narzeczony Moniki
- Teofila Koronkiewicz – pani z pociągu
- Halina Kossobudzka – uczestniczka wczasów w siodle
- Zofia Niwińska – uczestniczka wczasów w siodle
- Edmund Fetting – profesor Omielski, słynny biochemik z Warszawy, uciekający od cywilizacji
- Ryszard Pietruski – kierownik ośrodka „Kmita”
- Bolesław Płotnicki – pan doktor, uczestnik wczasów w siodle zamknięty z Poldkiem na strychu
- Teresa Szmigielówna – matka Poldka
- Teresa Iżewska – Benia Fąferska, matka Dudusia
- Leszek Kowalski – milicjant na plaży
- Wojciech Ziętarski – mężczyzna w kolejce do kasy na krakowskim dworcu
- Edward Dymek – Jacek Piróg „Papuas”
- Bogdan Izdebski – Stefan Pająk, kumpel „Papuasa”